# Fibroporiaceae
Fibroporiaceae is een botanische naam, voor een familie van schimmels. Het typegeslacht is Fibroporia. 

## Geslachten
De familie omvat de volgende een geslachten (peildatum november 2022):
- Fibroporia
- Pseudofibroporia